# Газапизм
Анъл Ачар или по-известен като Gazapizm (от Елязъг), е турски рапър.

## Биография
Започва да прави турски рап през 2003 г. През 2012 г. в гр. Конак, Измир, основава групата Арго Измир. През 2014 г. издава албума си „Yeraltı Edebiyatı“ (Подземно обучение). Привлича вниманието на аудиторията чрез бруталните улични думи, които включва в песните си. През 2016 пуска новия си албум „Bir Gün Her Şey“. В Измир заснема клиповете на песните „Gece Sabahın“ (Нощта е на сутринта) и „Memleketsiz“. В турския сериал Ямата става по-известен с песента си „Heyecanı Yok“ (Без Вълнение). Песента повече се откроява повече в турските екшън сериали. В същия сериал Газапизм пуска и другата си песен в участието на Джем Адриан – „Kalbim Çukurda“ (Сърцето ми е в „Ямата“)
|  | Тази страница частично или изцяло представлява превод на страницата Gazapizm в Уикипедия на турски. Оригиналният текст, както и този превод, са защитени от Лиценза „Криейтив Комънс – Признание – Споделяне на споделеното“, а за съдържание, създадено преди юни 2009 година – от Лиценза за свободна документация на ГНУ. Прегледайте историята на редакциите на оригиналната страница, както и на преводната страница, за да видите списъка на съавторите. ВАЖНО: Този шаблон се отнася единствено до авторските права върху съдържанието на статията. Добавянето му не отменя изискването да се посочват конкретни източници на твърденията, които да бъдат благонадеждни. |